# Franz Josef Jung
Franz Josef Jung, född den 5 mars 1949 i Erbach i Eltville am Rhein, är en tysk kristdemokratisk politiker (CDU) som tidigare varit Tysklands försvarsminister och arbets- och socialminister.

## Biografi
Jung tog examen vid Rheingauschule Geisenheim 1968 varpå han gjorde värnplikten i pionjärtrupperna. Han utbildade sig till reservofficer. 1970 började han studera juridik i Mainz och tog statsexamina 1974 och 1976. 1978 promoverades han till Dr. jur. med arbetet Die Regionalplanung in Hessen, dargestellt am Beispiel der Regionalen Planungsgemeinschaft Rhein-Main-Taunus. 
Hans politiska karriär började i Junge Union. 1987–1991 var han generalsekreterare i CDU i Hessen och 1983–2005 satt han i Hessens lantdag innan han blev ledamot av förbundsdagen. 1999 blev han minister för statliga och europeiska frågor och chef för statskansliet i Hessen. 2000–2005 var Jung styrelsemedlem i Eintracht Frankfurt. 
Den 22 november 2005 efterträdde han Peter Struck som Tysklands försvarsminister i regeringen Merkel I. Han kvarstod på denna post till den 28 oktober 2009 då regeringen Merkel II tillträdde och Jung utnämndes till arbetsmarknads- och socialminister. Han tvingades avgå efter bara en månad på posten på grund av att han i september samma år, som försvarsminister, förnekat att ett flygangrepp i Afghanistan, som gjorts på begäran av ett tyskt befäl, krävt civila dödsoffer. Jung efterträddes av Ursula von der Leyen.

## Fotnoter
1. ↑  Stammdaten aller Abgeordneten des Deutschen Bundestages, läs online, läst: 13 april 2018.[källa från Wikidata]
2. ↑  Brockhaus Enzyklopädie, Brockhaus Enzyklopädie-ID: jung-franz-josef, läst: 9 oktober 2017.[källa från Wikidata]
3. ↑  Munzinger Personen, Munzinger person-ID: 00000025146, läst: 9 oktober 2017.[källa från Wikidata]
4. ↑  Gemeinsame Normdatei, läst: 10 december 2014.[källa från Wikidata]
5. ↑  Stammdaten aller Abgeordneten des Deutschen Bundestages, läs online, läst: 28 december 2018.[källa från Wikidata]
6. ↑  läs online, www.bmvg.de , läst: 9 mars 2017.[källa från Wikidata]
7. ↑  läs online, www.bmvg.de , läst: 9 mars 2017.[källa från Wikidata]
8. ↑  läs online, webarchiv.bundestag.de , läst: 29 oktober 2021.[källa från Wikidata]
9. ↑  läs online, www.eas-berlin.de , läst: 17 januari 2022.[källa från Wikidata]
10. ↑  läs online, www.assembly.coe.int .[källa från Wikidata]
11. ↑  Tysk minister avgår i afghanskandal Svenska Dagbladet 27 november 2009